# Oni: Thunder God's Tale
Oni: La Leyenda del Dios del Trueno es una serie animada creada por Dice Tsutsumi para Netflix y coproducido por el segundo y Tonko House. Se estrenó el 21 de octubre de 2022 y constó de 4 episodios. 
Está ambientada en un mundo lleno de dioses y monstruos extraños de la mitología japonesa, y sigue a una niña llamada Onari, atrapada entre dos mundos y decidida a seguir los pasos de los poderosos héroes de la tradición, pero su poder especial aún no se ha revelado. La serie explora si su protagonista tiene el poder de proteger a su pacífica aldea de la presencia invasora de los misteriosos "Oni".
Presenta una combinación de técnicas de animación en stop motion y las generadas por ordenador. El primer trailer oficial se publicó en junio de 2022.
El reparto de voz incluye a Momona Tamada, Archie Yates, Craig Robinson, Tantoo Cardinal, Brittany Ishibashi, Omar Miller, Anna Akana, Charlet Takahashi Chung, Miyuki Sawashiro, Yuki Matsuzaki, Seth Carr, Robert Kondo y George Takei.